# Spirale (film)
Pour les articles homonymes, voir Spirale (homonymie).
Pour plus de détails, voir Fiche technique et Distribution.
Spirale est un film français réalisé par Christopher Frank, sorti en 1987.

## Fiche technique
- Titre français : Spirale
- Réalisation : Christopher Frank, assisté de Pascal Deux
- Scénario : Christopher Frank
- Photographie : Robert Fraisse
- Montage : Nathalie Lafaurie
- Musique : Michel Legrand
- Production : Alain Terzian
- Pays d'origine :  France
- Format : Couleurs - Stéréo
- Genre : drame
- Durée : 90 minutes
- Date de sortie : 1987

## Distribution
- Richard Berry : Jérôme
- Claire Nebout : Simone
- Tchéky Karyo : Kino
- Jean Bouise : Jean-François
- Judith Magre : Falconnetti
- Béatrice Camurat : Fabienne
- Peter Hudson : Gordon
- Vanessa Lhoste : Valerie
- Alexandre Mnouchkine : Gustav Stadler
- Jean Lanzi : TV Host
- Marianne Épin
- Yves Jouffroy
- Michel Valmer